# Фактори термінації трансляції
Фактори термінації трансляції або фактори вивільнення — білки, що беруть участь в завершенні (термінації) трансляції — процесу синтезу білків на мРНК — тобто каталізують гідроліз тРНК від новосинтезованого поліпетіду. Ці білки мають консервативну (збаражену) форму, що нагадує форму тРНК, а також консервативні мотиви послідовності, подібні у всіх організмів.
У бактерій існють три фактори вивільнення: RF1, RF2, RF3 (від англ. release factors — «фактори вивільнення»). RF1 розпізнає стоп-кодони UAG і UAA, RF2 розпізнає стоп-кодони UGA і UAA. FR3 RF3 вивільняє синтезований поліпептид. Фактори вивільнення фактично заміняють собою молекулу тРНК, тобто аналогічно тРНК зв'язуються з ділянкою A рибосоми і безпосередньо визнають стоп-кодон. Як тільки RF1 або RF2 і RF3 зв'язуються з рибосомою, поліпептид вивільняється, і комплекс рибосоми та факторів вивільнення розпадається, таким чином припиняючи трансляцію.
Еукаріоти мають один фактор вивільнення, eRF1, який заміняє бактеріальні RF1 і RF2 та розпізнає всі три стоп-кодона, а інший фактор, eRF3, виконує допоміжну роль в комплексі з RF1. Загалом процес термінації дуже нагадує процес термінації бактерій.